# 第5集团军 (俄罗斯陆军)
第5集团军，全称红旗第5合成集团军（俄语：5-я общевойсковая Краснознамённая армия），是俄罗斯陆军的一个集团军，隶属于东部军区，总部位于双城子。

## 历史

### 苏联时期
第5集团军前身为苏联红军第5集团军，于1939年在基辅特别军区组建，曾参与苏联入侵波兰的军事行动。1941年苏德战争初期属于西南方面军，基辅战役期间，第5集团军在基辅附近遭到包围和毁灭。1941年9月解散编制。
同年10月，由德米特里·丹尼洛维奇·列柳申科和列昂尼德·亚历山德罗维奇·戈沃罗夫重建，并加入莫斯科戰役（1941年10月-1942年4月）。其后参加了一系列对德军的反攻战役，在完成東普魯士攻勢后被调至远东第1方面军，参与了苏日战争。
二战后隶属于远东军区，驻扎于滨海边疆区，总部位于双城子。

### 俄罗斯时期
苏联解体后归属于俄罗斯联邦陆军。在2008年军事改革后隶属东部军区。2017年军长瓦列里·阿萨波夫阵亡于叙利亚。
2024年4月1日，被授予「近衛」稱號。